# Ursula Happe
Ursula Happe   (Gdańsk, 20 d'octubre de 1926 - Dortmund, 26 de març de 2021) fou una nedadora alemanya, especialista en braça i papallona, que va competir durant les dècades de 1940 i 1950. Era la mare del jugador d'handbol Thomas Happe.
El 1952 va prendre part en els Jocs Olímpics d'Estiu de Hèlsinki, on quedà eliminada en semifinals en els 200 metres braça del programa de natació. Quatre anys més tard, als Jocs de Melbourne, va guanyar la medalla d'or en la mateixa prova.
En el seu palmarès també destaquen una medalla d'or i una de bronze al Campionat d'Europa de natació de 1954 en els 200 metres braça i 100 metres papallona respectivament, i divuit campionats nacionals. El 1997 fou incorporada a l'International Swimming Hall of Fame.